# Stazione di Filigheddu
La stazione di Filigheddu è una fermata ferroviaria situata nei pressi dell'omonima frazione del comune di Sassari, lungo la ferrovia per Tempio e Palau, utilizzata esclusivamente per i servizi turistici legati al Trenino Verde.

## Storia
La fermata fu istituita dalle Strade Ferrate Sarde a metà del Novecento e risultava in uso nell'immediato dopoguerra; alle SFS subentrarono poi nella titolarità dell'impianto le Ferrovie della Sardegna nel 1989 e successivamente l'ARST nel 2010.
Sotto questa gestione la fermata venne chiusa al servizio di trasporto pubblico ordinario il 1º febbraio 2015, restando attiva per le sole relazioni del Trenino Verde che già interessavano occasionalmente la fermata da alcuni decenni, oltre che con una programmazione a calendario nel periodo estivo dal giugno 1997.

## Strutture e impianti
La fermata è di tipo passante ed è dotata del solo binario di corsa della linea per Palau, avente scartamento da 950 mm e servito da una banchina. 
L'impianto, impresenziato, è dotato di un fabbricato viaggiatori (chiuso al pubblico), un edificio a pianta quadrata con sviluppo su due piani (più tetto a falde) e due aperture sul lato binari, collocato in posizione sopraelevata rispetto al sedime, a cui è collegato da una scalinata.

## Movimento
L'impianto dal febbraio 2015 è utilizzato esclusivamente per le relazioni turistiche del Trenino Verde, effettuate a cura dell'ARST.